# 2093 Genichesk
2093 Genichesk este un asteroid din centura principală, descoperit pe 28 aprilie 1971 de Tamara Smirnova.